# Skálholtsdómkirkja

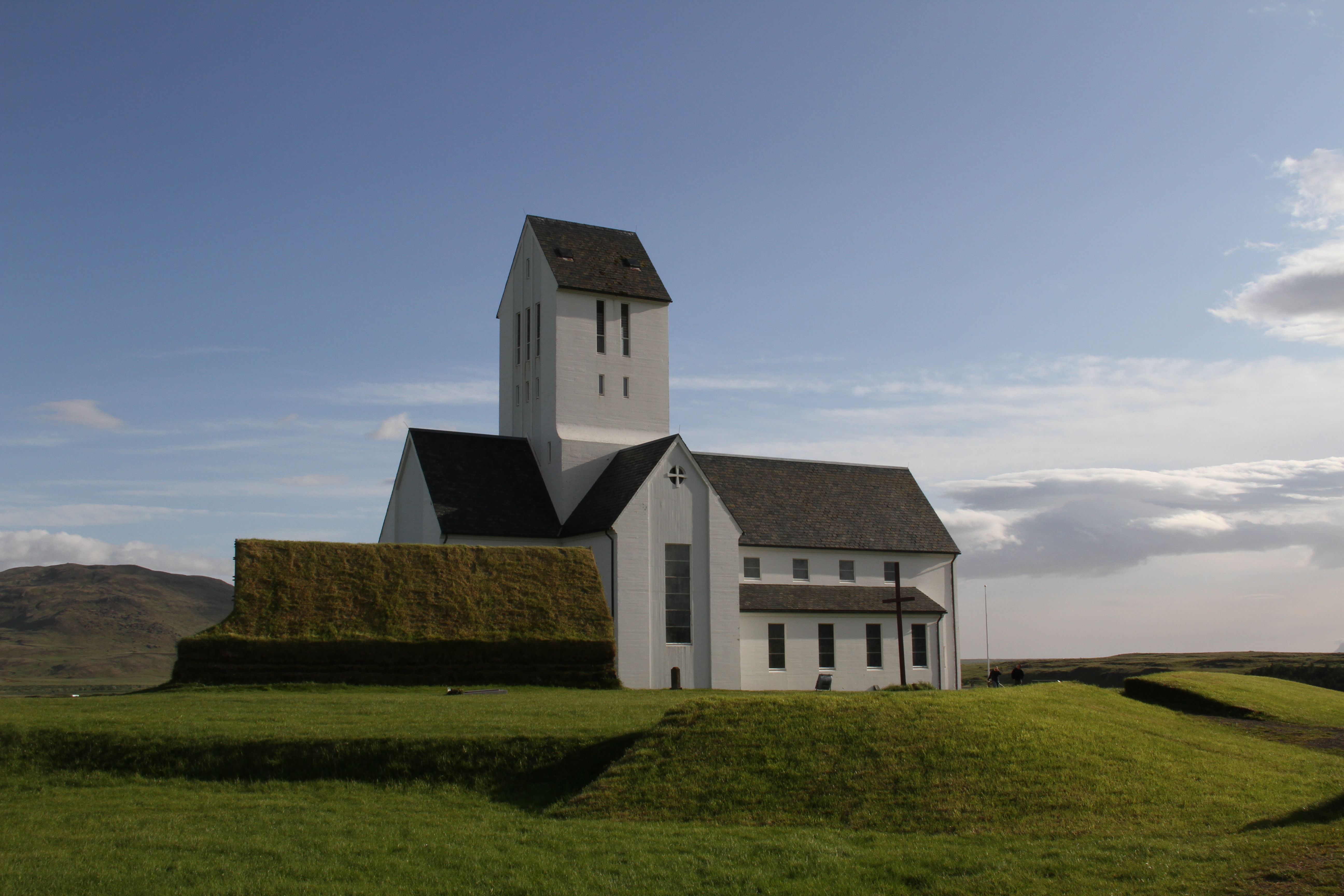
Außenansicht der Domkirche

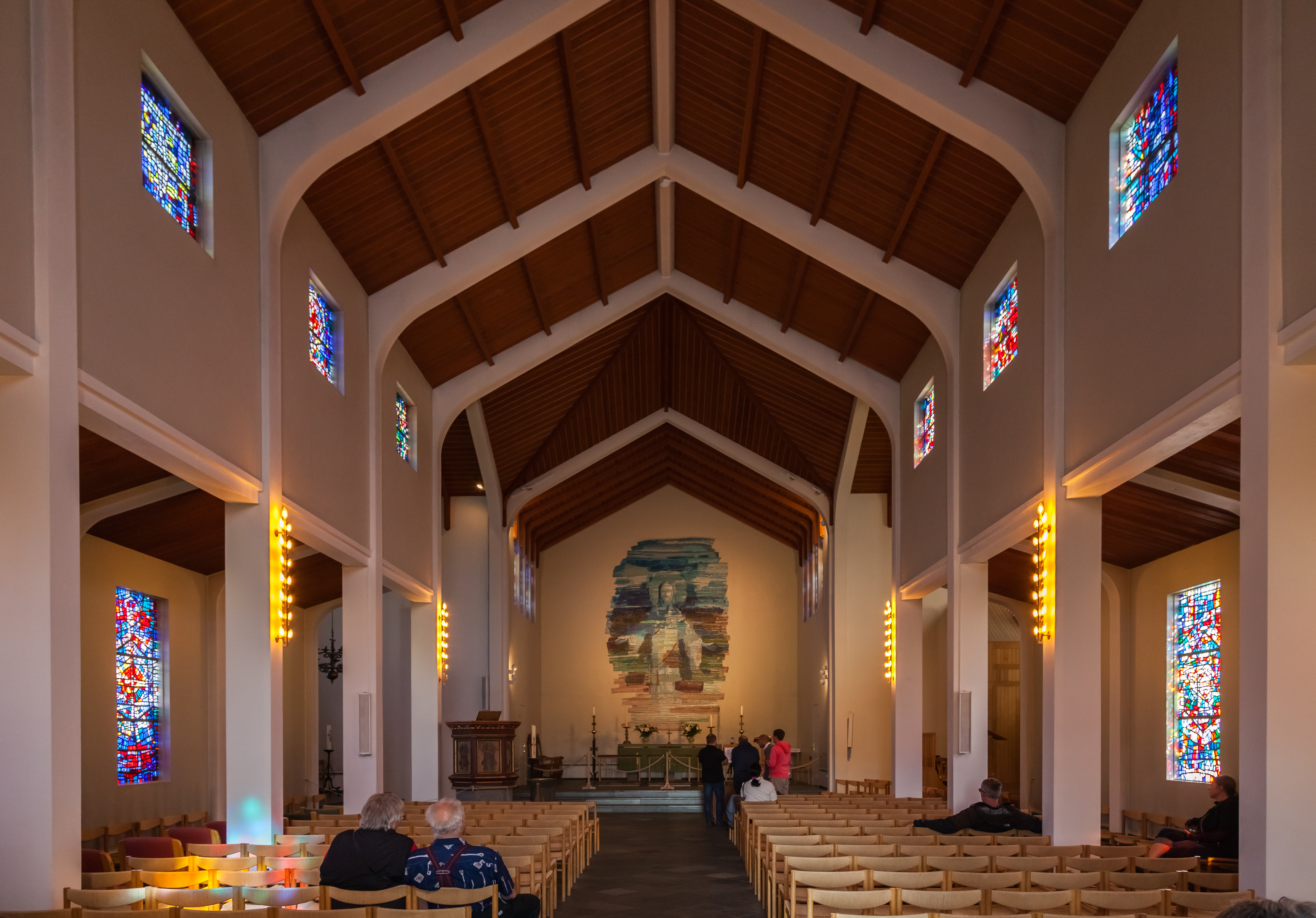
Innenansicht der Domkirche

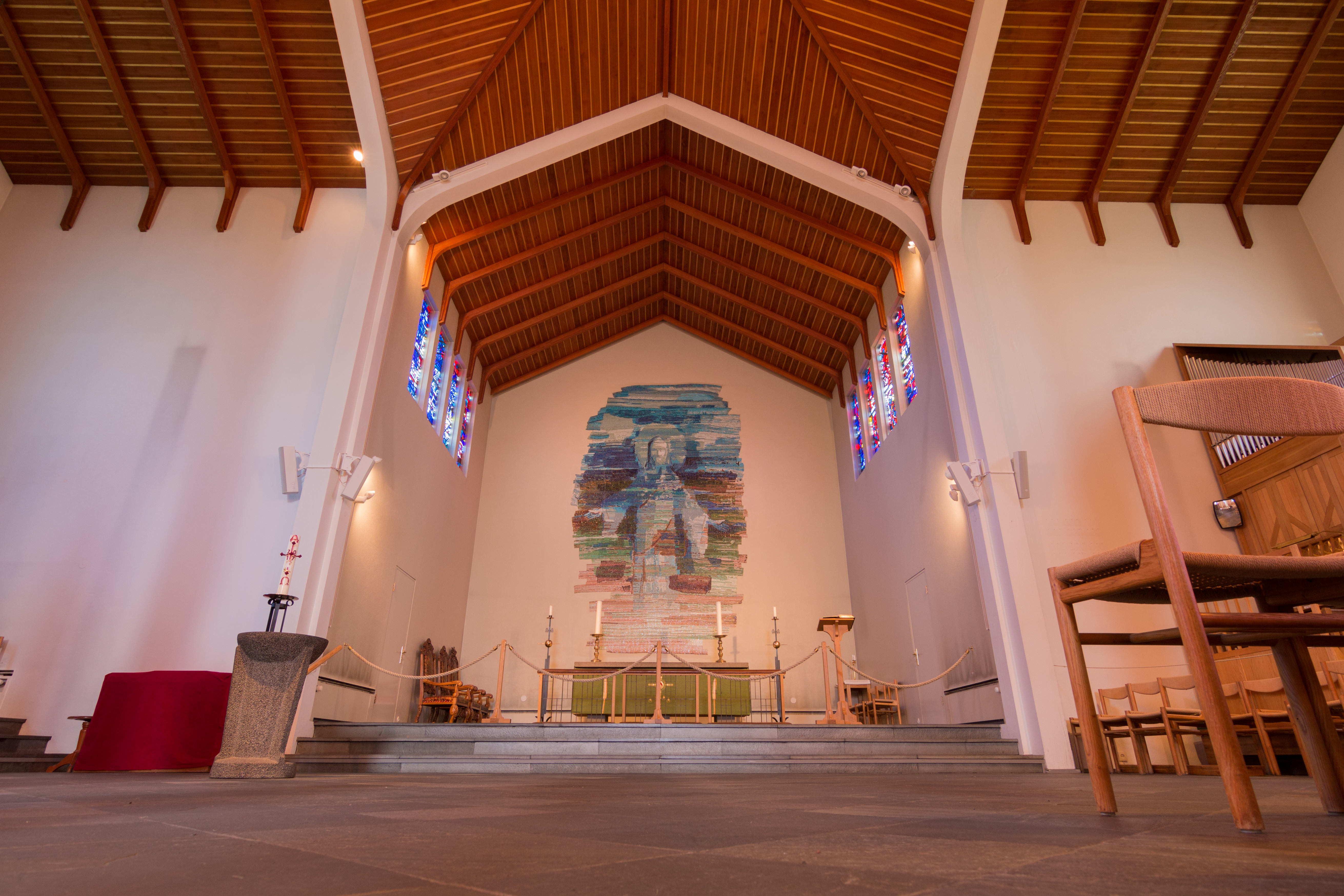
Altar

Die evangelisch-lutherische Skálholtsdómkirkja (deutsch Skálholter Domkirche) ist die Kathedralkirche des ehemaligen Bistums Skálholt, die auf dem südwestisländischen Gut Skálholt steht. Als Bischofssitz des Landes galt Skálholt über sieben Jahrhunderte lang als kulturelles Zentrum Islands. 1542 wurde in der Diözese die Reformation eingeführt, seither ist das Bistum lutherisch besetzt.

## Geschichte und Ausstattung
Auf dem Gelände der heutigen Domkirche lassen sich bis ins frühe 11. Jahrhundert hinein Vorgängerbauten nachweisen:
- Gissurarkirkja hvíta (1000 bis nach 1082)
- Gissurarkirkja biskups (nach 1082 bis 1153)
- Klængskirkja (1153 bis 1309)
- Árnakirkja (1310 bis 1527)
- Ögmundarkirkja (1527 bis 1567)
- Gíslakirkja (1567 bis 1650/1673)
- Brynjólfskirkja (1650 bis 1802)
- Valgerðarkirkja (1802 bis 1851)
- Sóknarkirkjan (1851 bis 1963)

Bei Ausgrabungen in den Jahren 1952 bis 1958 fand man unter anderem den Sarkophag des 1211 verstorbenen Bischofs Páll Jónsson, der heute im Kryptamuseum zu sehen ist.
Im Jahr 1956 wurde anlässlich des 900. Jubiläums der Bistumsgründung der Grundstein zum Bau der Domkirche gelegt, die am 21. Juli 1963 unter Anwesenheit des Premierministers Bjarni Benediktsson durch Bischof Sigurbjörn Einarsson geweiht wurde. Der Bau der – vom Haupteingang bis zur Apsis – 30 Meter langen Domkirche wurde von Norwegern, Schweden und Finnen unterstützt; das Hauptaltarbild gestaltete die Isländerin Nína Tryggvadóttir, die Bleiglasfenster wurden von ihrer Landsfrau Gerður Helgadóttir entworfen.

## Orgel

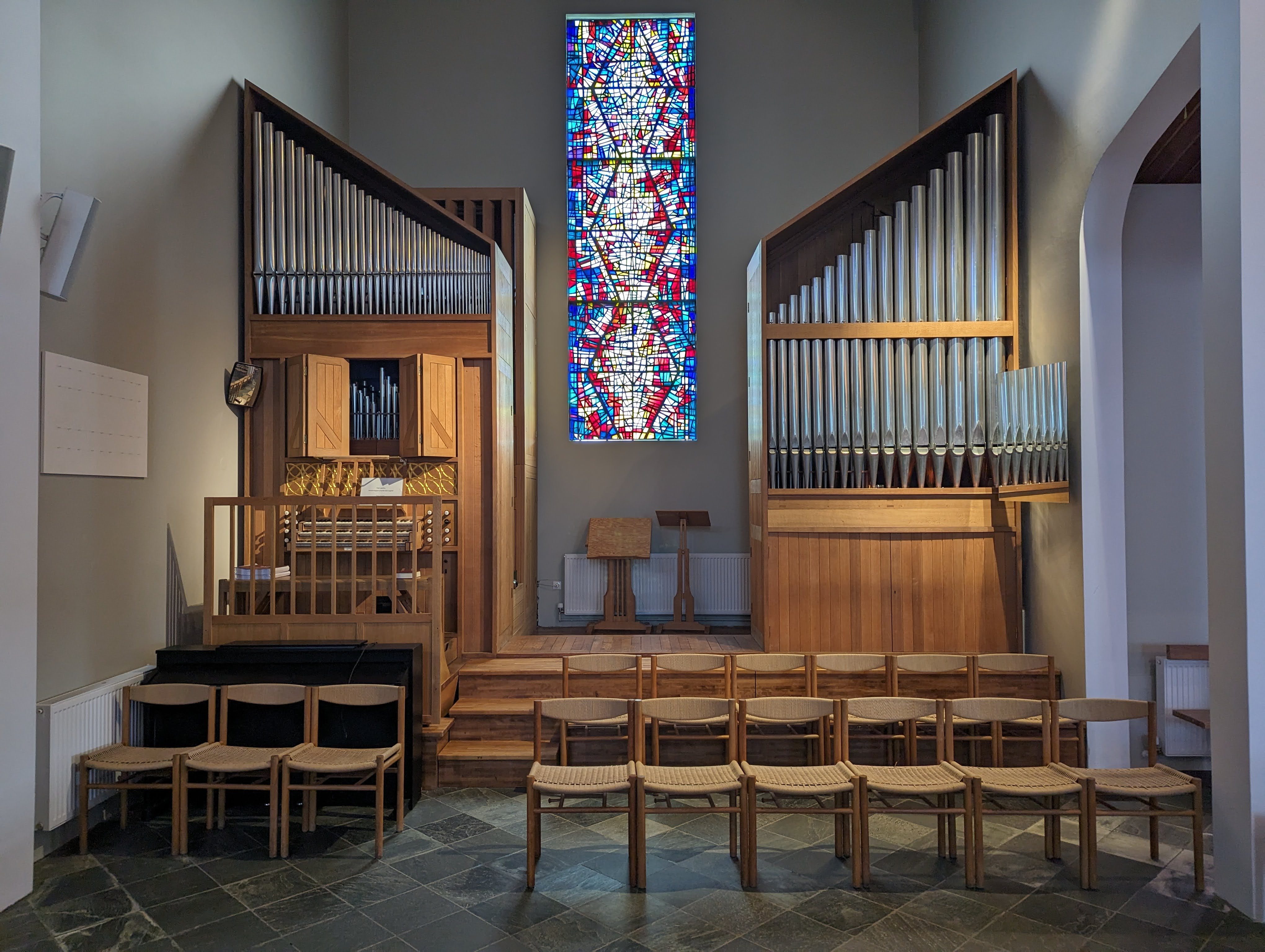
Orgel (2024)

Im Jahr der Kirchweihe errichtete die dänische Orgelbauwerkstatt Frobenius die Orgel mit elf Registern, verteilt auf zwei Manualen und Pedal. Im Jahr 2000 erfuhr das Werk eine Erweiterung um sechs Register auf einem dritten Manual. Die aktuelle Disposition (Stand: Juli 2012) lautet:
| I Hauptwerk C–g3 |               |    |
| 01.              | Principal     | 8′ |
| 02.              | Oktav         | 4′ |
| 03.              | Oktav         | 2′ |
| 04.              | Mixtur II–III |    |

| II Brustwerk C–g3 |              |    |
| 05.               | Gedakt       | 8′ |
| 06.               | Rørfløjte    | 4′ |
| 07.               | Gedaktpommer | 2′ |
| 08.               | Spidsoktav   | 1′ |
| 09.               | Regal        | 8′ |

| III Schwellwerk C–g3 |           |        |
| 10.                  | Rørfløjte | 8′     |
| 11.                  | Principal | 4′     |
| 12.                  | Quint     | 2 ⁄3′  |
| 13.                  | Dulcian   | 16′    |
| 14.                  | Trompet   | 8′     |
| 15.                  | Terts     | 1 3⁄5′ |
|                      | Tremulant |        |

| Pedal C–f1 |           |     |
| 16.        | Subbas    | 16′ |
| 17.        | Principal | 8′  |

- Koppel: II/I, III/I, III/II, I/P, II/P, III/P, III 4′/P

Jeden Sommer finden in der Domkirche während der „Sumartónleikar í Skálholtskirkju“ klassische Konzerte isländischer wie auch internationaler Künstler statt.